# HD 196885
HD 196885是一個視星等6等的聯星，位於海豚座。它的視差是29.15毫角秒，以此計算其距離地球為112光年。2004年發現一顆系外行星以週期386日環繞。後續在2008年出版的論文並未確認原始行星候選者的存在，但發現另一顆週期1349日的行星存在證據。
另一顆恆星BD+10 4351B和HD 196885距離192角秒，並且和地球的距離與後者相同，因此這兩顆恆星可能實際上是同一個恆星系統，也就是HD 196885是三星系統。如果這個三星系統成立的話，兩者的距離至少有6600天文單位（沿著視線方向的距離未知，所以前面的值是最小距離）。

## HD 196885 A
HD 196885 A是一個光譜類型 F6IV 的次巨星，最低質量是1.33倍太陽質量，半徑是太陽的1.79倍。

### 行星系統
| 成員 (依恆星距離) | 质量     | 半長軸 (AU) | 轨道周期 (天) | 離心率      | 傾角 | 半径 |
| ----------------- | -------- | ----------- | ------------- | ----------- | ---- | ---- |
| b                 | >2.96 MJ | 2.60        | 1349          | 0.48 ± 0.02 | —    | —    |

## HD 196885 B
HD 196885 B是一個距離主星0.7角秒的紅矮星，距離地球112光年，與主星距離是24天文單位。沿著視線方向的距離未知，所以主星和半星距離的值是最小距離）。

## 外部連結
- . Extrasolar Visions.   [2012-03-05]. （原始内容存档于2012-03-30）.